# Hypercompe scribonia
Papillon léopard géant
Espèce
Hypercompe scribonia, le papillon léopard géant, est une espèce de lépidoptères (papillons) nord-américains de la famille des Erebidae et de la sous-famille des Arctiinae.

## Répartition
On trouve cette espèce dans la moitié est de l'Amérique du Nord.

## Description
L'imago d'Hypercompe scribonia est un papillon d'une envergure d'environ 75 mm. Ses ailes sont blanc brillant maculé de taches noires. L'abdomen est bleu nuit avec des marques orange. Le mâle présente une fine ligne jaune sur les côtés. Les pattes sont blanc et noir.
La chenille est couverte d'une épaisse couche de poils noirs et présente des bandes rouges entre ses segments qui deviennent visibles lorsque la chenille se met en boule pour se défendre. Elle est urticante.

## Mœurs
Il s'agit d'un papillon strictement nocturne, ne volant généralement pas avant la tombée de la nuit (Fullard et Napoleone, 2001).

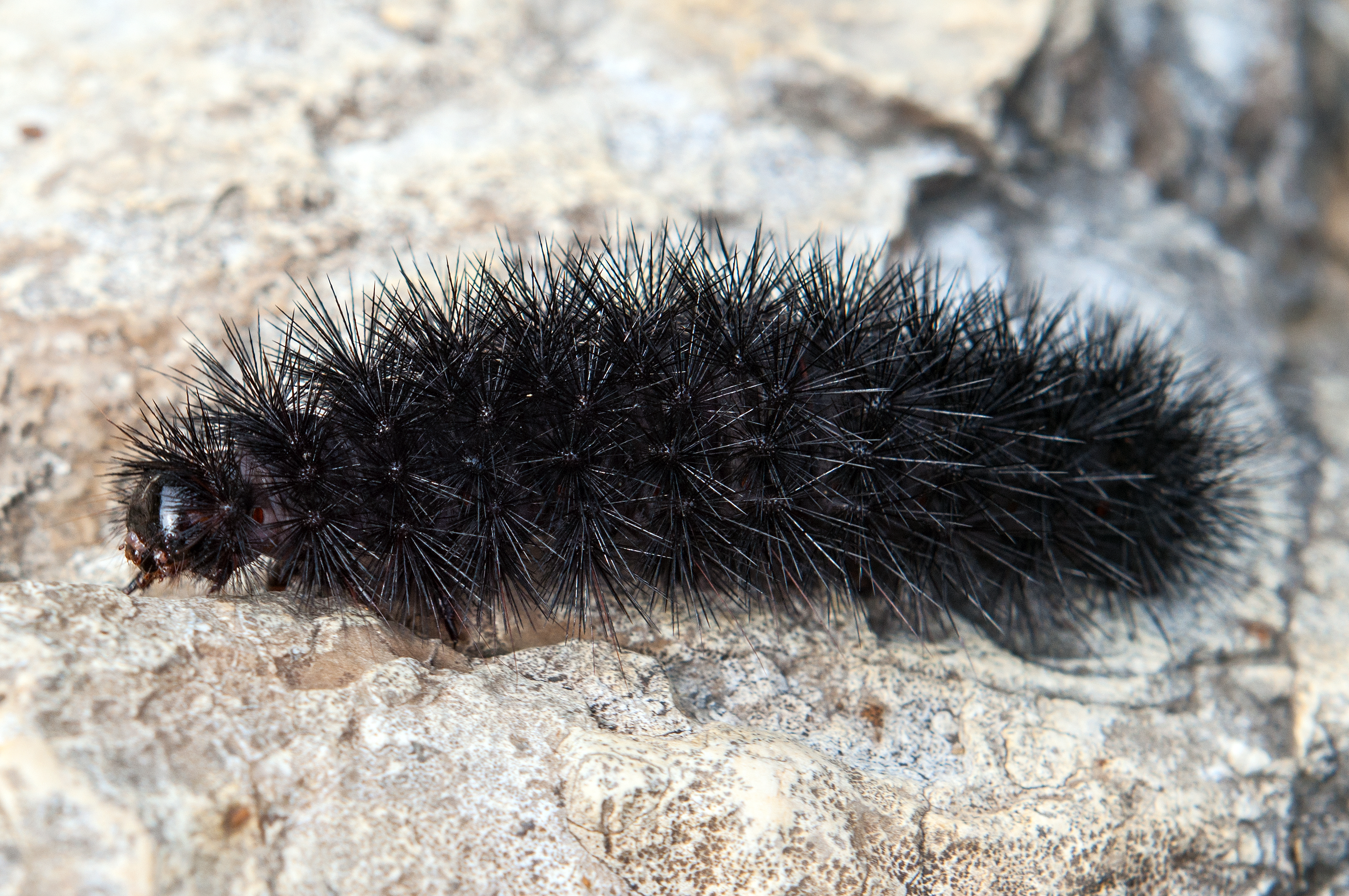
Chenille.
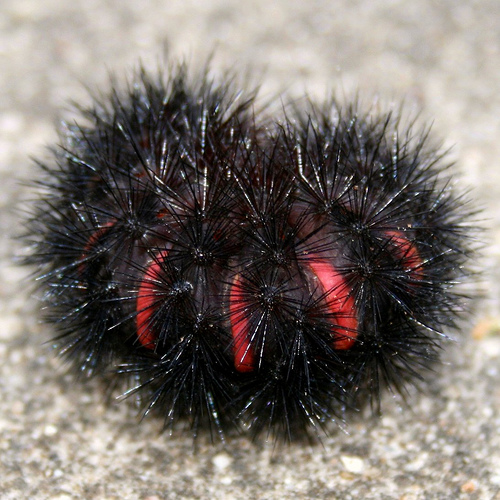
Chenille en position défensive.
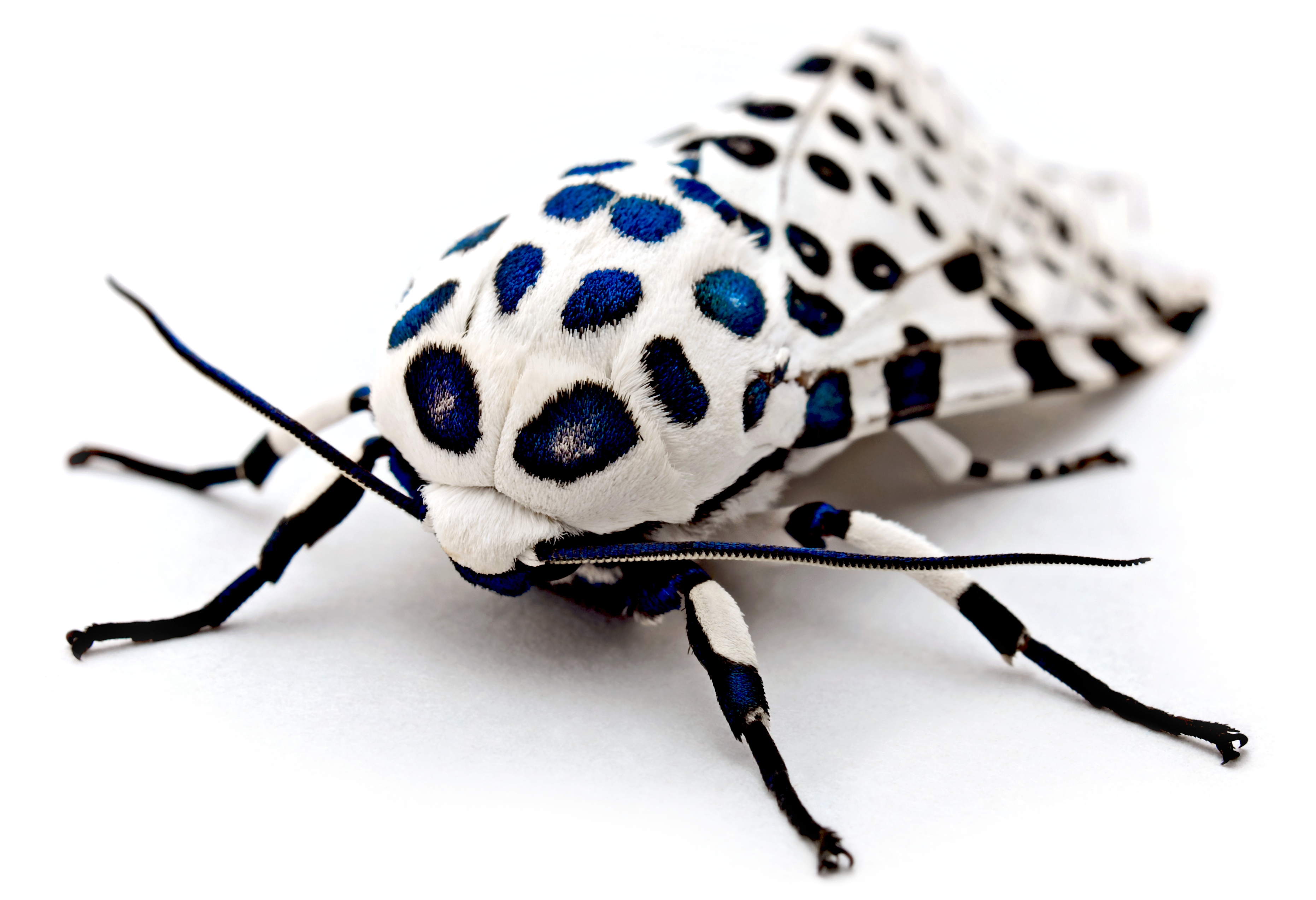
Gros plan du papillon montrant des taches bleu irisé.